# Scânteia (Ialomița)
Scânteia es una comuna ubicada en el distrito de Ialomița, Rumania.

## Superficie
Cuenta con una superficie de 81,55 kilómetros cuadrados.

## Demografía
Hasta 2021 la población era de 3360 habitantes, con una densidad de población de 41,20 habitantes por kilómetro cuadrado.